# Krutoyarski
Krutoyarski (del ruso: Крутоярский) es un jútor del raión de Kushchóvskaya del krai de Krasnodar, en Rusia. Está situado en las llanuras de Kubán-Priazov, junto al límite del óblast de Rostov, a orillas del arroyo Krutoi Yar, afluente del río Rososh, tributario del Elbuzd, de la cuenca del Kagalnik, 35 km al nordeste de Kushchóvskaya y 206 km al norte de Krasnodar, la capital del krai. Tenía 64 habitantes en 2010
Pertenece al municipio Poltavchenskoye.